# Vlad Ioviță

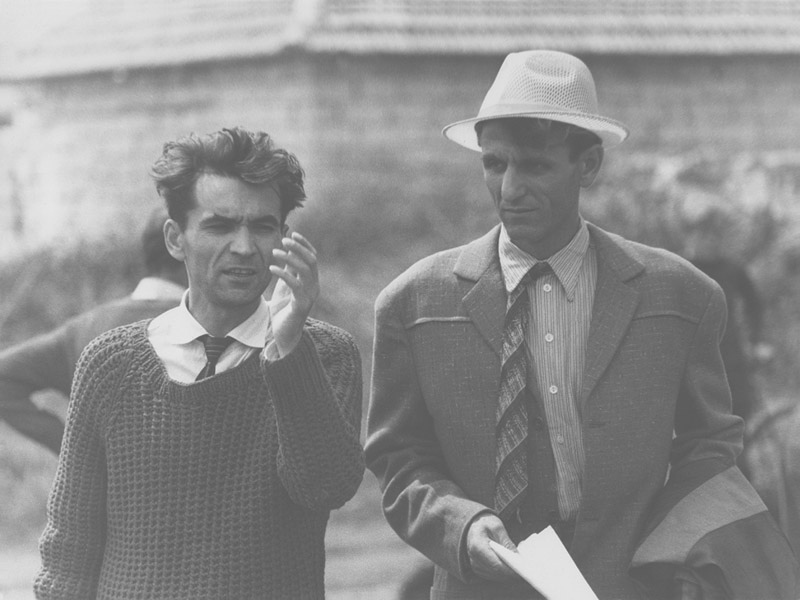
Regizorul (în stânga) și actorul Ion Georgievici la filmări.

Vlad Ioviță (în rusă Влад Иовицэ; n. 25 decembrie 1935, Cocieri, raionul Dubăsari, RASS Moldovenească, URSS – d. 23 iunie 1983, Chișinău, RSS Moldovenească, URSS) a fost un prozator, scenarist și regizor de film sovietic și moldovean.

## Biografie
Vlad Ioviță s-a născut la data de 25 decembrie 1935, în satul Cocieri din raionul Dubăsari (în Transnistria, pe atunci în URSS). A făcut studii la Școala coregrafică „A. Vaganova” din Leningrad (1954), urmând apoi cursurile superioare de scenaristică din Moscova (1962-1964).
Vlad Ioviță a debutat ca scriitor. Din anul 1966 își începe colaborarea cu studioul cinematografic "Moldova-film", semnând scenariul filmului Se caută un paznic (după povestea "Ivan Turbincă" de Ion Creangă). Începând din anul 1969 colaborează permanent ca regizor și scenarist al mai multor filme de ficțiune sau documentare. Filmul care i-a adus notorietate a fost documentarul Fântâna (1966), care a obținut Marele Premiu și Diploma Festivalului regional de filme de la Chișinău (ediția VII-a, 1967).
Din filmografia sa amintim filmele istorice Dimitrie Cantemir (1973), care a obținut Diploma Pentru oglindirea temei istorice la Festivalul unional de filme din Baku (ediția VII-a, 1974) și La porțile satanei (1980), care a obținut Diploma Pentru cel mai bun scenariu la Festivalul republican de filme din Chișinău (ediția I-a, 1980). La ambele filme a semnat atât regia, cât și scenariul. În anul 1976, a primit Premiul de Stat pentru realizări deosebite în domeniul cinematografiei și culturii Moldovei. Creația cinematografică a lui Ioviță se caracterizează printr-o "înaltă cultură profesională, printr-o îmbinare organică a veridicului cu artisticul, printr-o pregnantă expresivitate artistică și prin reale tendințe spre baladesc" .
De asemenea, Vlad Ioviță a îndeplinit funcția de secretar al Uniunii Cineaștilor din Moldova (1981-1983). El a încetat din viață la data de 23 iunie 1983, în municipiul Chișinău, fiind înmormântat în satul natal.
În prezent, numele lui Vlad Ioviță este purtat de către Liceul teoretic din satul Cocieri.

## Activitatea literară

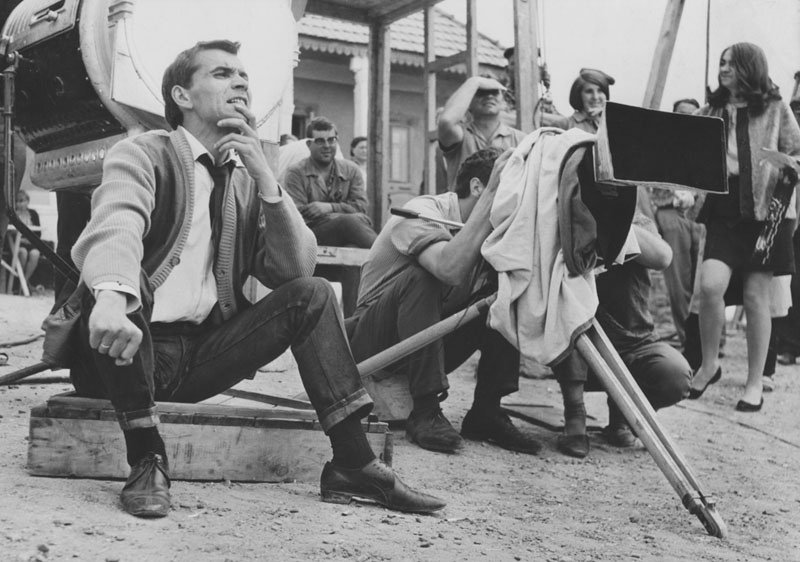
La filmări în anii '60.

Începând din anul 1958, Vlad Ioviță a publicat versuri, schițe și nuvele. El a debutat editorial cu volumul de nuvele Râsul și plânsul vinului (1965). Proza sa Dincolo de ploaie (1970; 1979), Trei proze (1971), Dimitrie-Vodă Cantemir (1973), Un hectar de umbră pentru Sahara (1984), Friguri (1988) este prin excelență comportamentalistă, cu eroi care apar conturați zgârcit, ca într-un basorelief, înscriindu-se pe linia prozei lirico-simbolistice de atmosferă. Nuvelele sale au fost traduse în limbile rusă, germană, slovacă ș.a.
În calitate de prozator, Vlad Ioviță este aproape necunoscut în România din cauza faptului că opera sa nu a fost editată cu grafie latină, cu excepția volumului de proză Un hectar de umbră pentru Sahara. El este considerat un prozator de factură modernă și un nume de referință în proza basarabeană postbelică. Printre nuvelele sale cele mai cunoscute menționăm Făt-Frumos, Sirena, Magdalena etc.
„Vlad Ioviță nu este nici astăzi prețuit la cota sa valorică reală, fapt regretabil dar explicabil prin lipsa unor reeditări, autorul fiind cunoscut mai ales ca realizator de film și scenarist. Într-o perioadă în care domina sămănătorismul proletar, scriitorul transnistrean utiliza în prozele sale tehnica faulkneriană a punctelor de vedere. În multe din textele lui V. Ioviță adevărul e "risipit" între vocile distincte și deosebite ale personajelor și se "încheagă" pe măsură ce aceste voci se fac auzite. Naratorul omniscient își face rar apariția în proza lui V. Ioviță, fiind considerat un dictator care transformă personajele în marionete. Un procedeu des întâlnit în nuvelele și povestirile lui V. Ioviță este flash-backul (întreruperea bruscă a acțiunii, prin întoarcerea la o situație din trecut), ce arată personajele sub o altă lumină decât cea sub care apar ele inițial. Deseori flash-backul este, așa cum spune naratorul din nuvela Magdalena, consecința faptului că "unele amintiri sunt mai materiale, mai palpabile decât unele realități pe care le trăim imediat". Mulți dintre protagoniștii prozelor lui V. Ioviță sunt "captivii" unor frustrări, obsesii și slăbiciuni ale căror rădăcini se află în trecut. "Depozitat" în subconștient, trecutul irumpe la un moment dat, bulversând existența plictisitoare a funcționarului din nuvela Sirena.”—Iulian Ciocan

## Filmografie

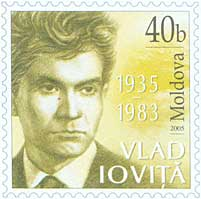
Portretul regizorului pe un timbru moldovean.

### Regizor

#### Filme de ficțiune
- 1969 Nuntă la palat (Свадьба во дворце)
- 1973 Dimitrie Cantemir (în colaborare cu Vitalie Calașnicov)
- 1975 Calul, pușca și nevasta (Конь, ружьё и вольный ветер)
- 1977 Povestea lui Făt-Frumos (Сказание о храбром витязе Фэт-Фрумосе)
- 1980 La porțile Satanei (У Чёртова логова)

### Filme documentare
- Fântâna (1966)
- Unde joacă moldovenii (1967)
- Malanca, carnavalul de iarnă (1968)
- Trăiască Victoria! (1971)
- Dansul toamnelor noastre (1983)

### Scenarist
- Se caută un paznic (1967)
- Vica, eu și foiletonul (s/m, 1972)
- Dimitrie Cantemir (1973)
- Durata zilei (în colaborare cu Valeriu Gagiu, 1974)
- Calul, pușca și nevasta (în colaborare cu Nicolae Esinencu, 1975)
- Povestea lui Făt-Frumos (în colaborare cu Nicolae Esinencu, 1977)
- La porțile satanei (în colaborare cu Nicolae Esinencu, 1980)

## Lucrări publicate
- Dincolo de ploaie (1970; 1979)
- Trei proze (1971)
- Dimitrie-Vodă Cantemir (1973)
- Făt-Frumos. Nuvelă cinematografică (Ed. Literatura artistică, Chișinău, 1981)
- Un hectar de umbră pentru Sahara (1984)
- Friguri (1988)
- Un hectar de umbră pentru Sahara. Antologie, tabel cronologic și referințe istorico-literare de Viorica Zaharia-Stamati (Ed. Litera internațional, Chișinău, 2004)